# Biorbitella rubicunda
Biorbitella rubicunda är en tvåvingeart som först beskrevs av Becker 1912.  Biorbitella rubicunda ingår i släktet Biorbitella och familjen fritflugor. Inga underarter finns listade i Catalogue of Life.